# Àcid dibàsic
Un àcid dibàsic és un àcid que té dos ions d'hidrogen per a donar a una base química dins d'una reacció d'àcid-base. Per tant, una molècula dibàsica té dos àtoms d'hidrogen reemplaçables.
Uns exemples de comportament com àcid dibàsic es troba en l'àcid sulfúric (H₂SO₄) i en l'àcid húmic.